# David Plunket Greene
Pour les articles homonymes, voir Plunket, Greene et David Greene.
David Plunket Greene (19 novembre 1904 - 24 février 1941), avec son frère Richard Plunket Greene et sa sœur Olivia Plunket Greene, fait partie des Bright Young People qui ont inspiré le roman Vile Bodies à Evelyn Waugh, ami de la famille.

## Biographie
David Plunket Greene est né le 19 novembre 1904, fils de Harry Plunket Greene et Gwendoline Maud Parry Greene (en). James Knox décrit David et son frère aîné Richard comme une « paire extrêmement irresponsable qui n'a jamais expérimenté aucune forme de contrôle parental ».
Il fréquente la West Downs School, Harrow School, puis l'Université d'Oxford où son frère Richard Plunket Greene est un très bon ami d'Evelyn Waugh ,. Le roman de 1930 Vile Bodies, qui est une satire des Bright Young People, jeune société décadente de Londres entre la Première et la Seconde Guerre mondiale, est en partie inspiré de la famille Plunket Greene. Il est membre du club des hypocrites. Lorsqu'en mai 1925, les autorités ordonnent la fermeture du club des hypocrites, David Plunket Greene loue les anciens locaux du club.

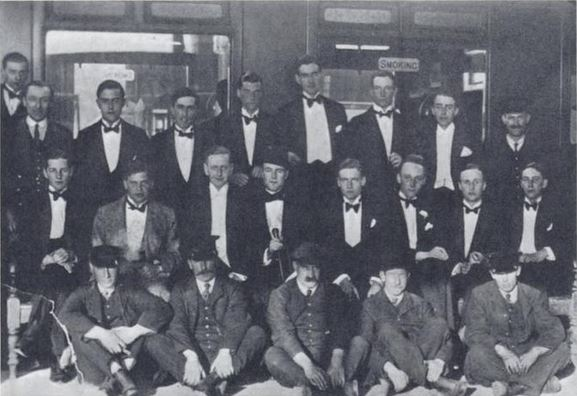
Le Railway Club à Oxford, fondé par John Sutro, dominé par Harold Acton. De gauche à droite, arrière: Henry Yorke, Roy Harrod, Henry Weymouth, David Plunket Greene, Harry Stavordale, Brian Howard. Rangée du milieu: Michael Rosse, John Sutro, Hugh Lygon, Harold Acton, Bryan Guinness, Patrick Balfour, Mark Ogilvie-Grant, Johnny Drury-Lowe; avant: porteurs.

À Oxford, Plunket Greene fait partie du Railway Club, qui comprend: Henry Yorke, Roy Harrod, Henry Thynne (6e marquis de Bath), Harry Fox-Strangways (7e comte d'Ilchester), Brian Howard, Michael Parsons (6e comte de Rosse), John Sutro, Hugh Lygon, Harold Acton, Patrick Balfour (3e baron Kinross), Mark Ogilvie-Grant, John Drury-Lowe.
David Plunket Greene est un « dandy dévoué à tout ce qui est à la mode ». Il est le cousin d'Hugh Lygon et est donc souvent invité à Madresfield Court. Lygon et David fréquentent West Downs ensemble et décident ensemble d'aller à Oxford .
Les frères et sœurs de Plunket Greene, Richard, Olivia et David, se rendent souvent à New York pour fréquenter les clubs de Harlem Renaissance. David Plunket Green est également un musicien de jazz.
En 1926, il épouse Marguerite McGustie (en), surnommée « Babe », fille de W. McGustie. Elle joue un rôle de premier plan dans les Bright Young People, en compagnie de ses amies Sylvia Ashley (en) et Elizabeth Ponsonby, cette dernière étant cousine de David. Le mariage est de courte durée car ils divorcent en octobre 1928, et déjà en mai 1929 Babe Plunket Greene annonce ses fiançailles avec le comte Anthony de Bosdari, ancien fiancé de l'actrice Tallulah Bankhead .
Blackbirds Party chez David Plunket Greene, Somewhere in Knightsbridge est une peinture de 1927 d'Anthony Wysard actuellement à la National Portrait Gallery de Londres.
David Plunket Greene se suicide le 24 février 1941. Il est enterré au St Andrew Churchyard, à Hurstbourne Priors, dans le Hampshire, près de son père et de son frère Richard.